# Anetia briarea
Anetia briarea là một loài bướm ngày thuộc phân họ Danainae. Chúng được tìm thấy ở Cuba, Cộng hòa Dominica, và Haiti.

## Hình ảnh

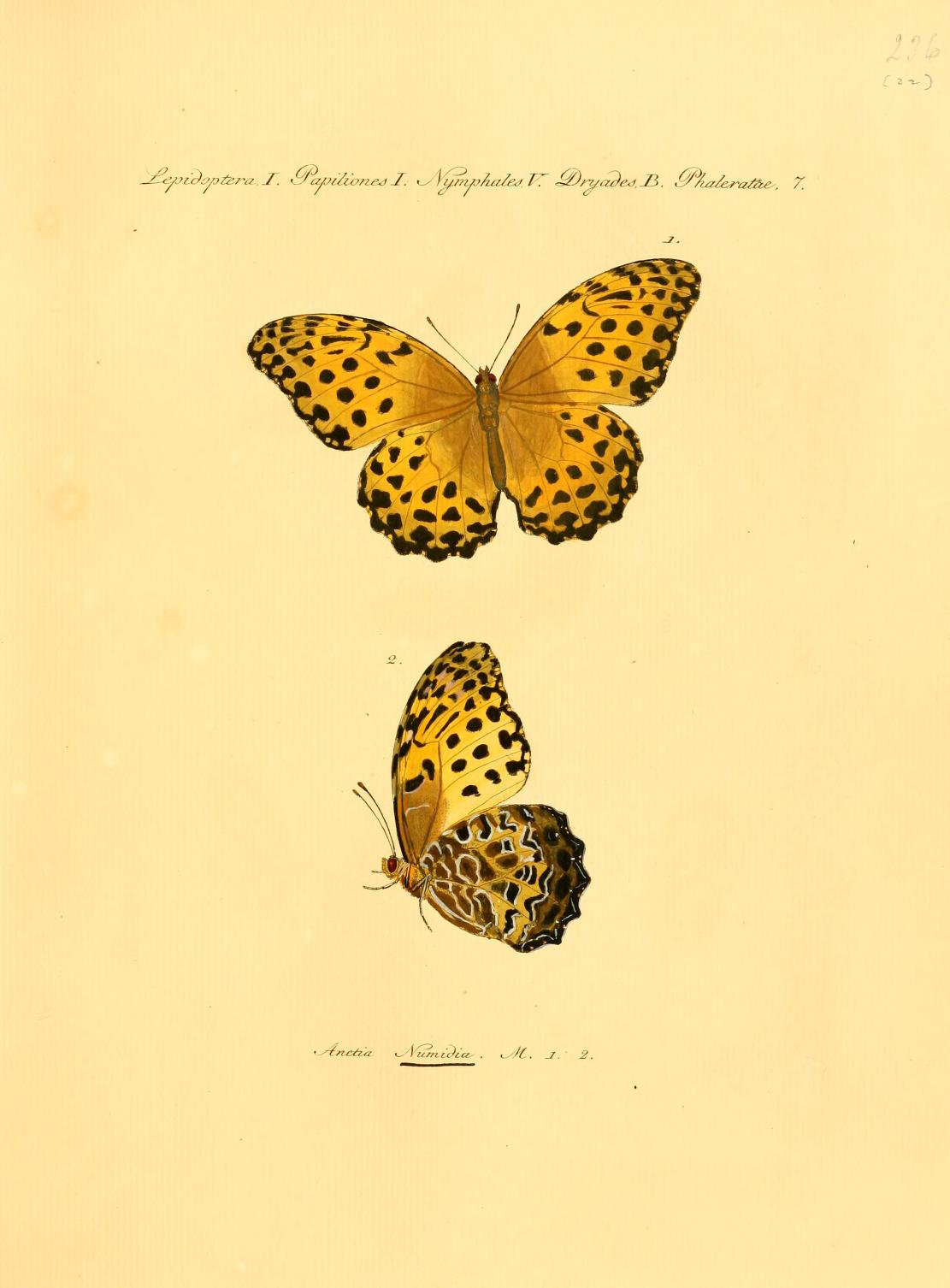